# Église de Siuntio
L'église Saint-Pierre de Siuntio  (en finnois : Siuntion Pyhän Pietarin kirkko)  est une église médiévale en pierre construite à Siuntio en Finlande ,,.

## Histoire et architecture

### L'époque catholique
L'église Saint-Pierre a été construite sur le site de la chapelle de l'ancien manoir de Suitia entre les années 1460 et 1480.
Lorsque la nouvelle église fut achevée, l'ancienne chapelle a été transformée en sacristie.
L'église était à l'origine catholique romaine.
Des fouilles archéologiques dans l'église ont trouvé des traces du maître-autel médiéval, ainsi que deux autels latéraux.
La foudre met le feu à la toiture de l'église en 1526.

### La réforme protestante
Le mobilier de l'église Saint-Pierre de Siuntio est resté presque intact.
Contrairement à la plupart des anciennes églises catholiques, les peintures médiévales de l'église n'ont jamais recouvertes ni les sculptures représentant des saints en bois détruites pendant la Réforme protestante.
L'église prend à nouveau feu en 1617.

### La Grande Colère
Pendant la Grande colère, l'église Saint-Pierre subit d'importantes destructions.
L'église est complètement pillée et, entre autres, le clocher est complètement détruit.
Pendant la Grande colère, le pasteur et l'aumônier de Siuntio se sont réfugié  en Suède et seul l'assistant de l'aumônier est resté à Siuntio.
L'église n'a pas été restaurée avant les années 1730,.

### L'ère des Lumières
A nouveau , un incendie se déclare dans l'église en 1823, après quoi la partie la plus ancienne de l'église, l'ancienne chapelle de Suitia, qui servait de sacristie, est démolie à côté de la salle d'armes. Après l'incendie, il y avait aussi une volonté d'améliorer l'église selon les idéaux architecturaux de l'époque.
Les fenêtres de l'église ont été agrandies, les peintures ont été recouvertes de peinture à l'huile blanche et les colonnes rectangulaires soutenant les arcs ont été arrondies.

## Mobilier ecclésiastique et décoration intérieure

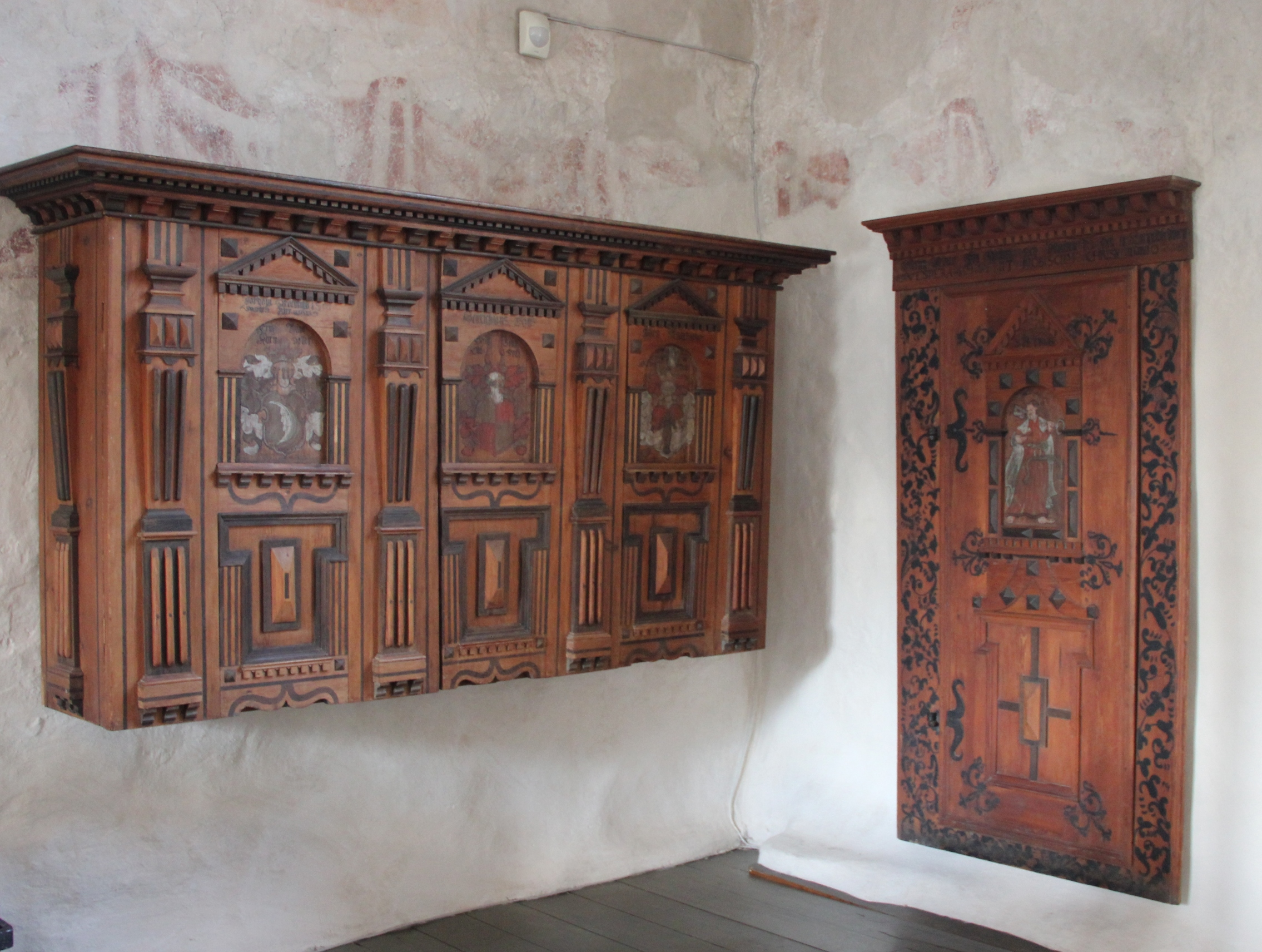
Parties de la chaire Tottie.

### Les chaires
L'église Saint-Pierre a deux chaires : la chaire dite Tottie conservée en partie datant de 1625 et la chaire plus récente datant de 1683.
- La chaire Tottie porte les armoiries de Kaarina Maununtyttär, les armoiries de la famille Tott et les armoiries de la Maison Vasa. La chaire est un don d'Åke Tott, le seigneur de Sjundby[3],[4].

- La nouvelle chaire a été offerte par le baron Ernst Johan Creutz, président de la cour d'appel de Turku. Cette chaire est une réplique de la chaire de la cathédrale de Turku, qui a été détruite lors de l'incendie de Turku au XVIIe siècle. Henrik Mattsson Leino et Matts Reiman seraient les fabricants de la chaise. La chaire est considérée comme la chaire la plus importante de Reiman[3].

### Peintures murales
À la fin du XVe et au début du XVIe siècle, des peintures d'événements bibliques ont été réalisées sur les murs et les voûtes de l'église.
A travers les peintures, la population avait une image de ce qui était dit dans l'église, car à l'époque catholique la langue de l'église était le latin,.
Les peintures de l'église Saint-Pierre sont faites en deux parties .
Les plus anciennes sont des croix de la fin du XVe siècle, dont six sont encore présentes dans l'église.
Les peintures ultérieures d'événements bibliques par des peintres professionnels remontent au début du XVIe siècle.
Les peintures n'ont jamais été recouvertes pendant la Réforme, mais elles le seront plus tard au siècle des Lumières.
en 1938, il a été décidé de faire réapparaître les peintures et de les restaurer.
Il y a quelques thèmes rares de peinture dans l'église Saint-Pierre comme Le couronnement céleste de la Vierge Marie, et Le mort, de la bouche duquel les sept péchés capitaux sortent sous la forme de serpents.

### Fonts baptismaux

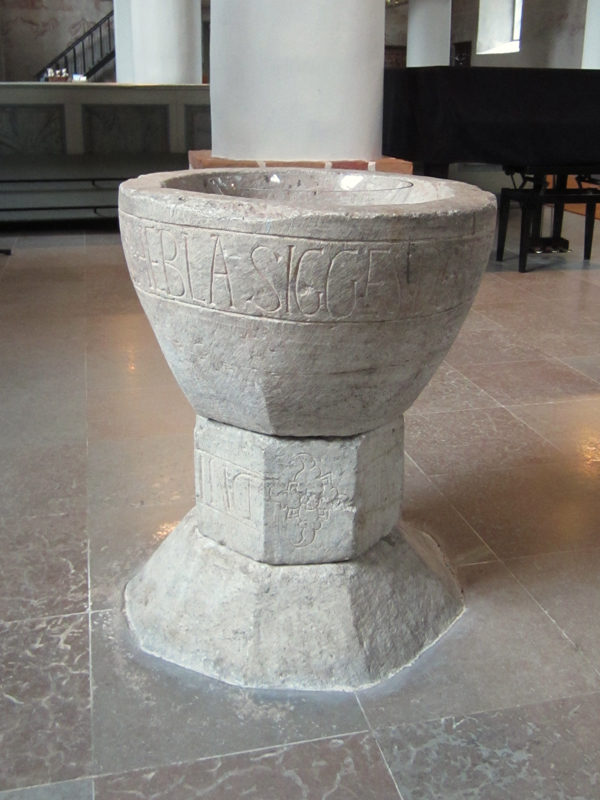
Les fonts baptismaux.

Les fonts baptismaux de l'église ont été offerts par Hebbla Siggesdotter Sparre en 1550 à la mémoire d'Erik Fleming , le seigneur du manoir de Suitia.
Ces fonts baptismaux sont un objet lié à la tradition baptismale de la fin du Moyen Âge,.

### Armoiries funéraires
L'église de Siuntio a abrité un total de 34 armoiries funéraires, dont trois ont survécu jusqu'à ce jour.
L'une des armoiries appartient à la famille Creutz, la deuxième armoirie appartient à Otto Mauritz Krebs et la troisième à sa grand-mère Margareta Anrep af Soor.

### Le retable
Le retable de l'église Saint-Pierre représente Jésus à Gethsémani.
Le tableau,peint à Stockholm par un artiste inconnu, a été offert par la baronne Reuterholm en 1773 en compensation du tombeau des Reuterholm.
Le tableau est décoré des armoiries des familles Reuterholm (sv) et Gyllenestjerna et d'un texte qui dit que l'ancien retable a été conservé et transféré dans l'église de langue finnoise de Siuntio,.

### La sacristie

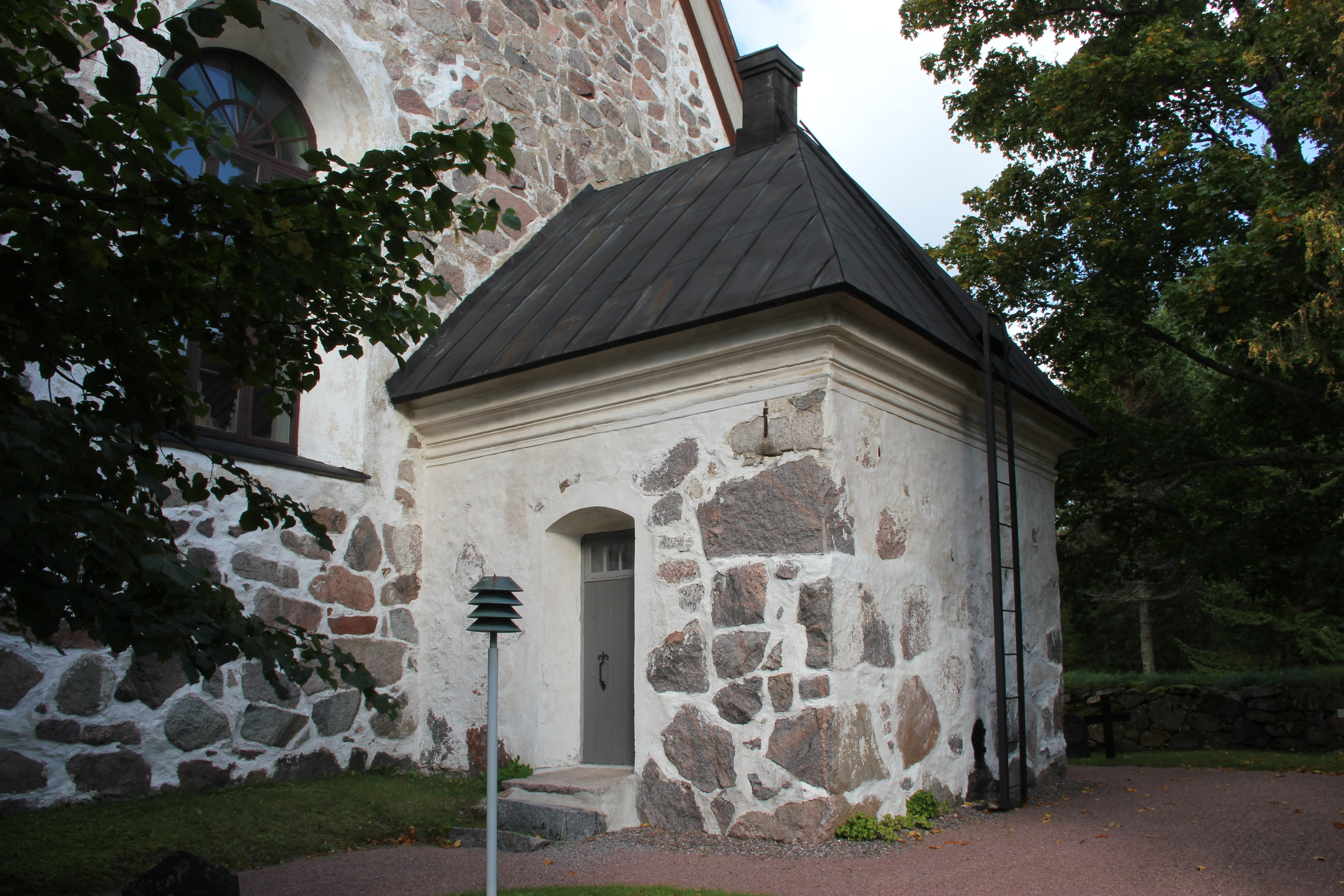
La sacristie.

En 1774, la baronne Maria Reuterholm a l'autorisation de construire un tombeau en granite à l'est de l'église.
Le tombeau sera vidé quand la Finlande passera sous la domination russe, car les Reuterholm ont déménagé en Suède et ont tout emporté avec eux, y compris le défunt.
Aujourd'hui, la chapelle funéraire sert de sacristie,,.

### L'orgue
L'église de Siuntio a obtenu son premier orgue en 1786 et ainsi la paroisse de Siuntio est devenue la première congrégation rurale avec son propre orgue.
L'orgue actuel est le troisième et a été fabriqué par la manufacture d'orgues Paul Ott en Allemagne en 1971,.